# ثقافة كبارية
الحضارة الكبارية كانت ثقافة أثرية في منطقة شرق البحر الأبيض المتوسط في الفترة ما بين 18000 إلى 12500 قبل الميلاد، واسمها مشتق من مغارة كبارة جنوب حيفا. كانت كبارة مسكن للبدو كثيري التنقل ومن الصيادين وجامعي الثمار في مناطق بلاد الشام وسيناء.
امتدت الكبارية في العصر الحجري القديم الأعلى لتشمل من بلاد الشام (سوريا، الأردن، لبنان، فلسطين). وتميزت بالأدوات ذات الأشكال الهندسية ولذا يطلق على المرحلة الثانية "الكبارية الهندسية"، وقد بنوا الأكواخ والبيوت البسيطة إلى جانب سكنهم المغاور، وجمعوا النباتات واصطادوا الحيوانات البرية،

## معرض صور

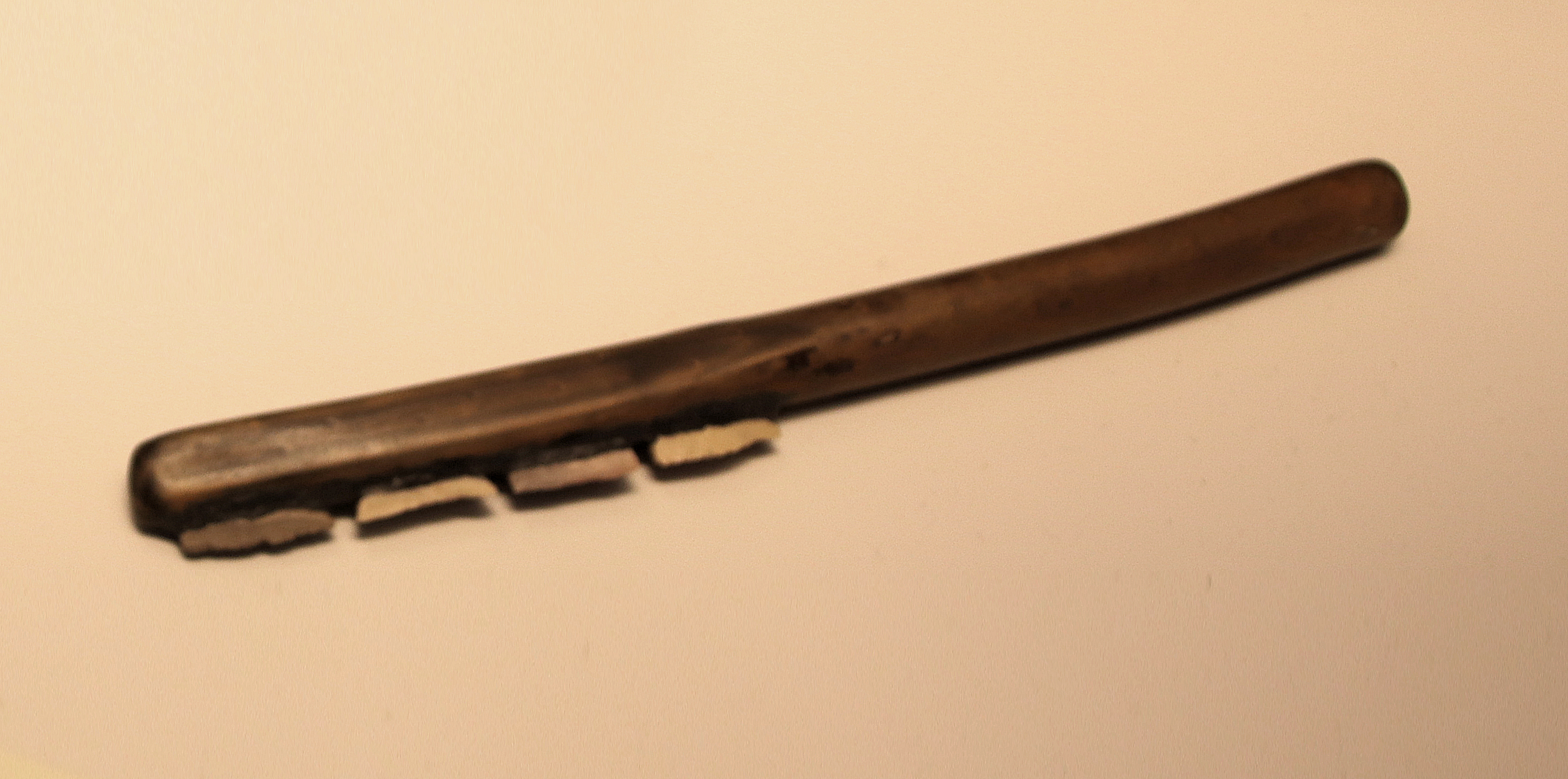
سكين صوان، حضارة كبارية، 22000-18000 سنة
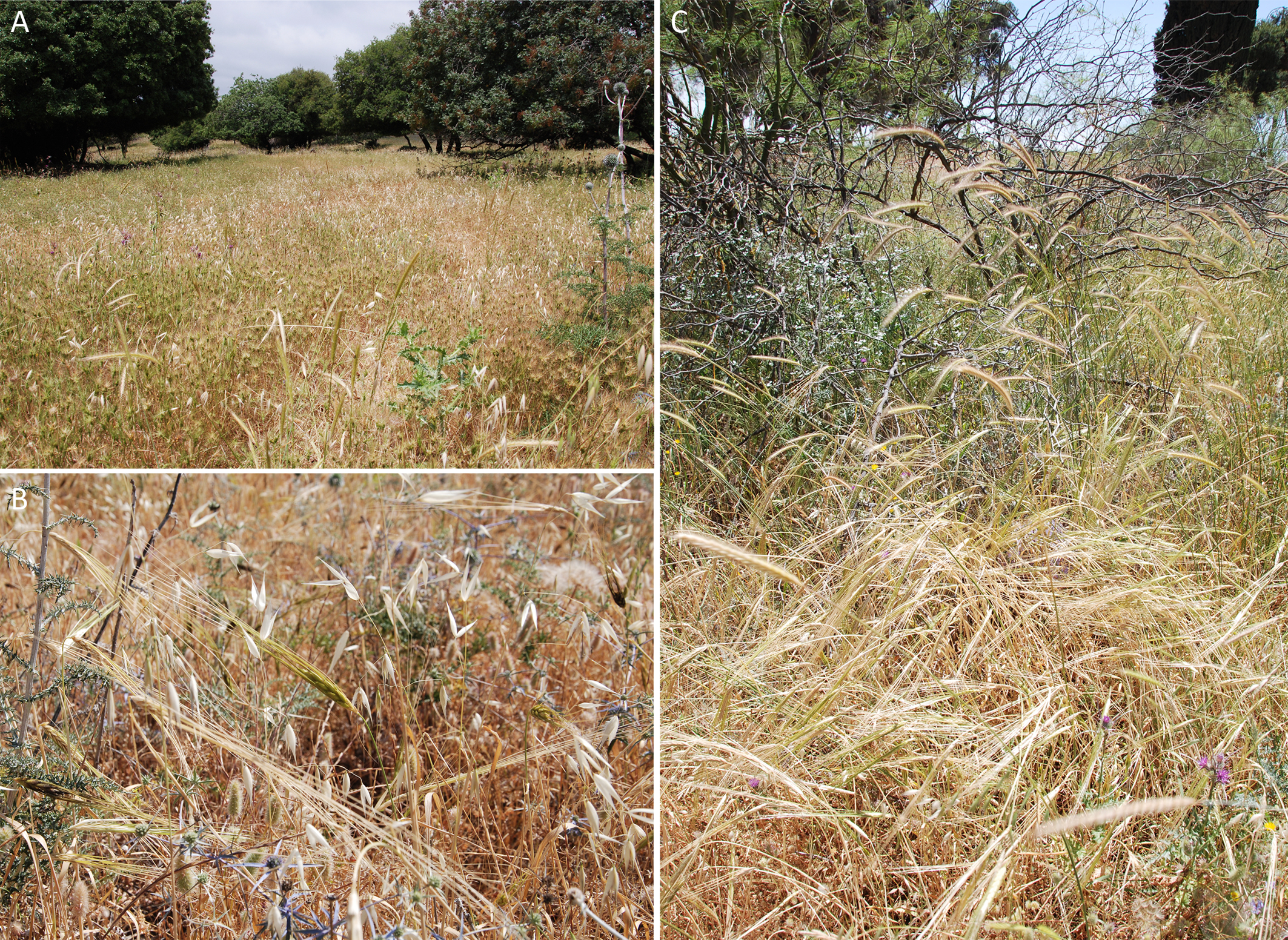
جمعيات الحبوب البرية والأعشاب البرية الأخرى في شمال فلسطين المحتلة
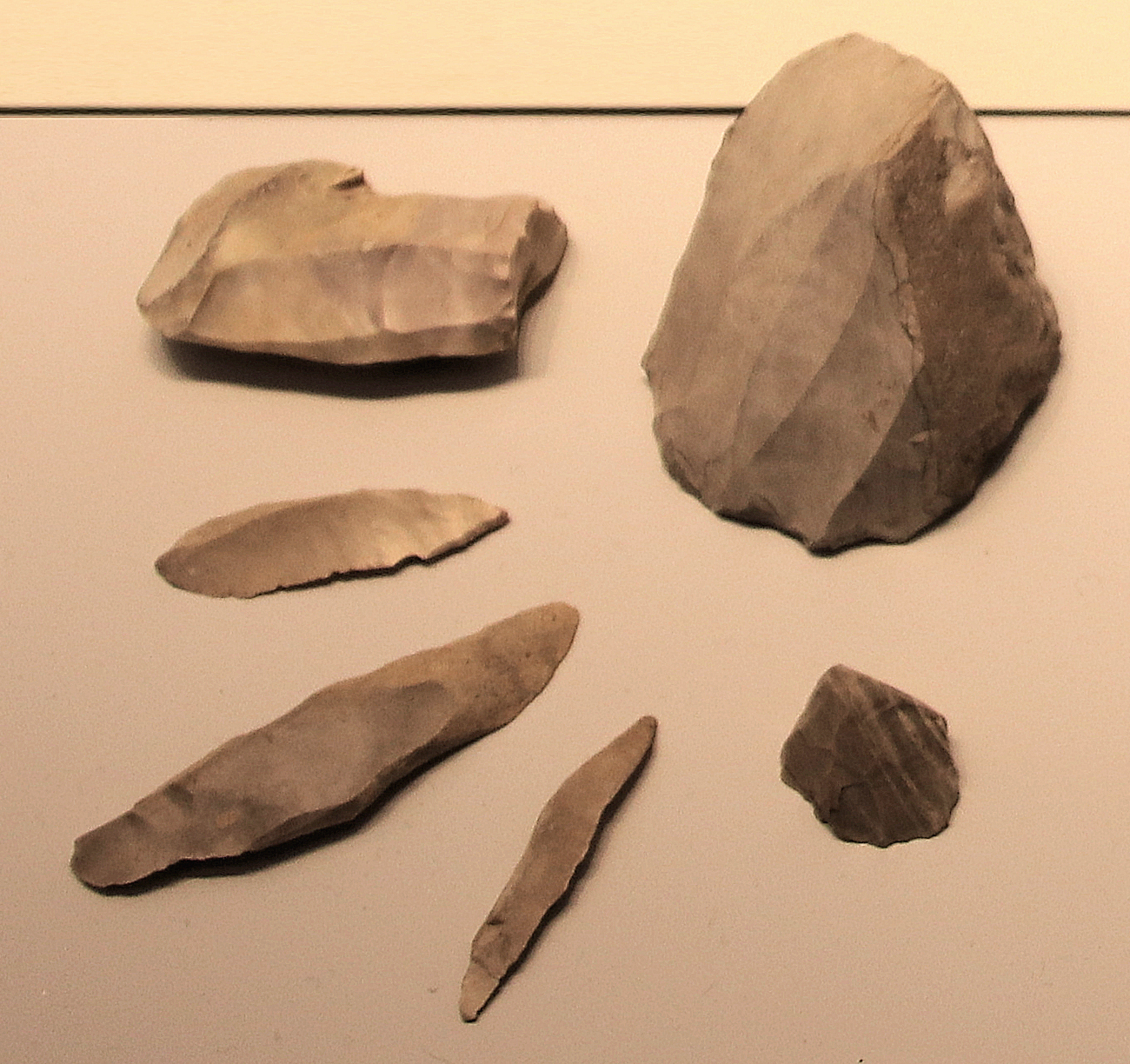
ميكروليث حضارة كبارية، 22000-18000 ق م
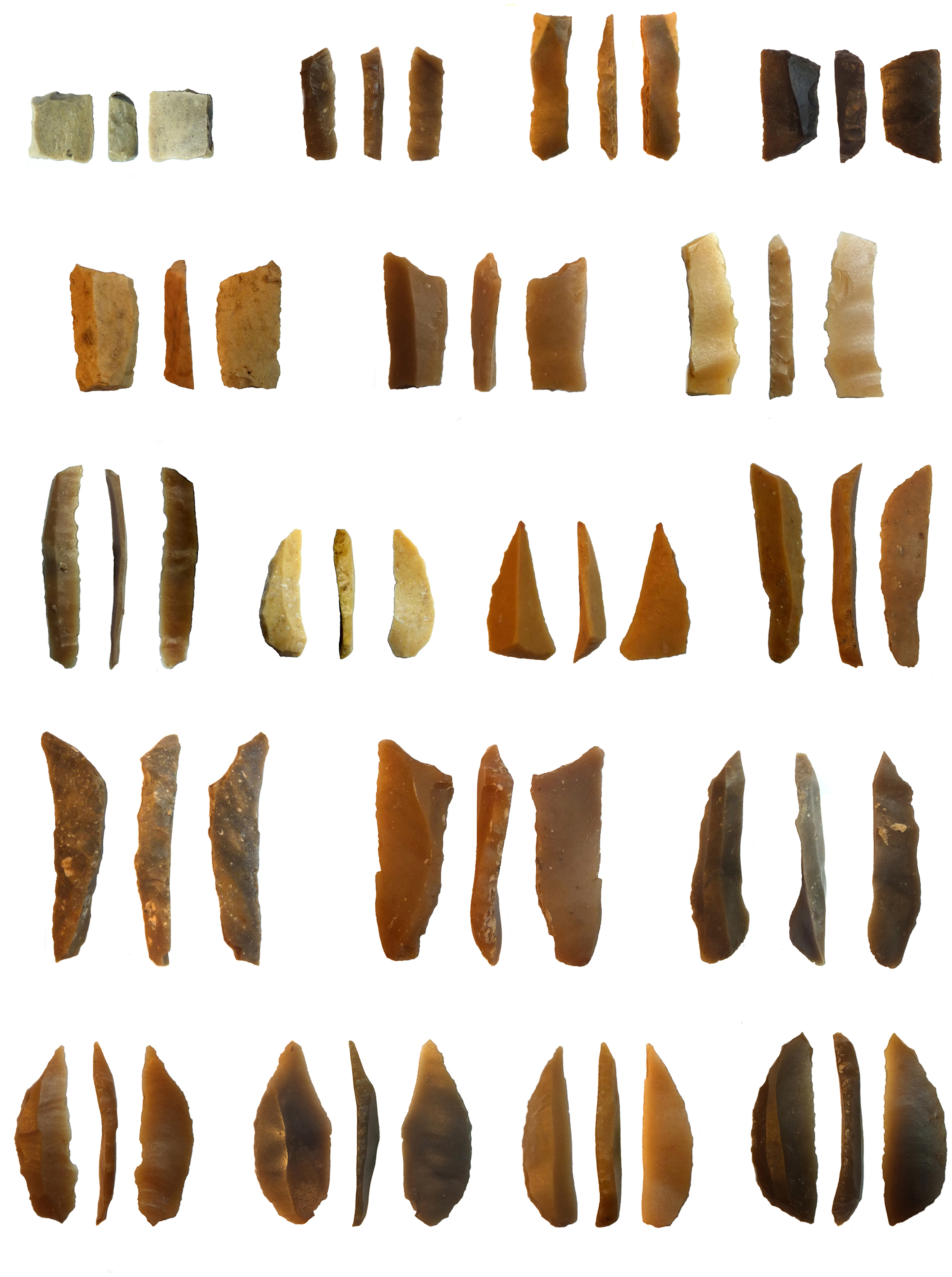
أدوات الميكروليث من عين قشيش جنوب، مرج ابن عامر، فلسطين التاريخية، رواسب الكباريةو Geometric Kebaran (حوالي 23 ألفًا وحوالي 16.5 ألف)
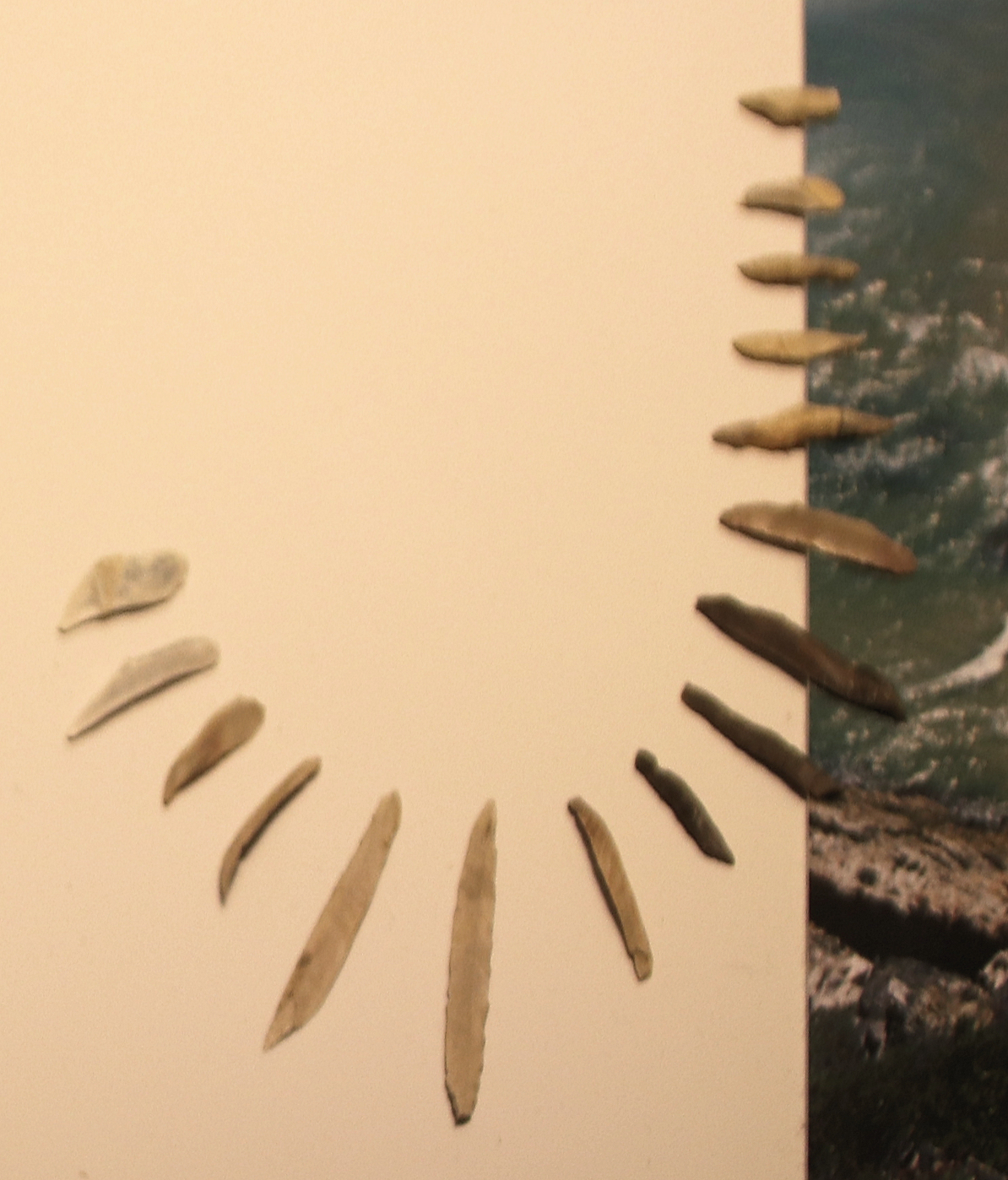
منتوجات ميكروليثية من الحضارة الكبارية، 22000-18000 ق م